# Juanma Cifuentes
Juan Manuel Sánchez Cifuentes, conegut com a Juanma Cifuentes (Albacete, Espanya, 18 de gener de 1968), és un actor espanyol.
És llicenciat per la Reial Escola Superior d'Art Dramàtic (RESAD), Doctorat pel flautí de Milà en Commedia dell´Art i Llicenciat per l'Escuela Superior de Canto de Madrid.
En la seva vida professional ha treballat amb directors de la talla de Ronconi, Barba, Adolfo Marsillach, Forqué, Fava, De Facio, Kauffman, Bosso, Peter Brook, Malla, etc...

## Actor
- 2009 Asma de copla - Andrés Ermitaño - Teatro de la Paz
- 2008 El juglar del Cid - Hamete - Festival de Teatro Clásico de Almagro
- 2004 La cena de los idiotas - Agustín - Teatro Venevisión
- 2002 Defensa de Sancho Panza – Sancho Panza – SMEDIA PROD.
- 2002 Sádicamente Sade – Fabrice – Ricardo Pereira.
- 2000 La tentación vive arriba – Bobadilla – V. Forqué.
- 1994 Fuenteovejuna – Mengo – Adolfo Marsillach.
- 1992 La gran sultana – Mustafá – Adolfo Marsillach.
- 1992 Othello – Othello – S. Hutton.
- 1991 Hamlet – Hamlet – S . Hutton.
- 1991 A Midsummer Night's Dream – Puck – S. Hutton.
- 1991 I Comedianti – Arlechino – M.
- 1991 Il Gran Capitano – Capitano – N. Palamenti.
- 1991 Bufonata Farsesca – Pantalone – J. L. Grandin.
- 1991 La Moglie Muta – La Moglie – E. Sorensen.
- 1990 Arlechino servitore di due patroni – Arlechino – Giorgio Strehler.
- 1990 Don Quixote – Sancho Panza – Jerzy Grotowski.
- 1989 Líbrame Señor de mis cadenas – Coro – A. Onetti.
- 1987 El retablillo de Don Cristóbal – don Cristóbal – J. Washinton.

### Als Estats Units
L'any 2004 és premiat, en el Festival Internacional del Teatre Avante, com a millor actor pel monòleg Defensa de Sancho Panza de Fernando Fernán Gómez.
En els anys 2004 i 2005 va romandre als EUA treballant tant en teatre com en televisió, en qualitat d'actor i director:
Teatre: La cena de los idiotas, Teatre de Venevisión de Miami.
Televisió: Univisión La Corte Gigante, Protagonista. Tele Mundo, "Protagonistas de la Fama VIP", Profesor de Comedia.

## Director
- 2009 Cirano adaptació lliure de Juanma Cifuentes - Teatro de la Paz de Albacete
- 2007 Arizona de Juan Carlos Rubio - Teatro Español.
- 2006 Tragicomedia de Calixto i Melibea - Festival de Teatre de Chinchilla.
- 2005 El Quijote para Torpes - Teatro Gran Vía de Madrid.
- 2005 Bodas de sangre de Federico García Lorca – Hispanic Theater de Miami.
- 2004 Las heridas del viento de Juan Carlos Rubio – Hispanic Theater de Miami i Teatro del Retablo de Nueva York.
- 2003 Entiendemetúamí de Eloy Arenas – T. Venevisión de Miami.
- 1996 Romeo y Julieta – C.N.T. de Colombia.
- 1993 Le donne – T. Comunale di Erculiana.
- 1992 La extraña pareja – T. Alfil.
- 1992 El retablo de las maravillas – Teatro Paraninfo.
- 1992 Los pieles rojas estamos hasta las narices de hacer el indio –Teatro Rojas.
- 1990 El sueño de una noche de verano – Teatro Víctor Jara.
- 1989 Como gustéis – RESAD

### Musicals
- 2001 El legado de Guerrero – Teatro Coliseum.
- 2001 El Madrid de Jacinto Guerrero. De la Zarzuela a la Revista – La Corrala.
- 1998 Ensayo general – Teatro De la Latina.
- 1998 En brazos de Cupido – Teatro de la Paz.
- 1995 El Teléfono – Teatro Conde Duque.
- 1991 Liebe Mozart – T. de Bayreoit.
- 1991 Wagner a dream – T. de Bayreoit.

### Actor i director
- El juglar del Cid (2008), de Pedro Manuel Víllora.
- Asma de copla (2009) de Pedro Manuel Víllora.

## Actor i cantant
Per la seva faceta d'actor-cantant, ha pogut participar en diversos musicals, com:
- La jaula de las locas en el rol de Albin, Teatro Apolo de Madrid.
- Estamos en el aire en el rol de director, Teatro Alcázar de Madrid
- El hombre de La Mancha, en el rol de Sancho, Teatro Lope de Vega de Madrid.

### Televisió
En televisió ha participat en sèries com: 
- La que se avecina (Telecinco) (2014 ; 2018)
- Gym Tony (Cuatro) (2014-2015)[2]
- Stamos okupa2 (La 1) (2012)
- Lo que yo te diga (La FORTA) (2012)
- Las chicas de oro (La 1) (2010)[3]
- Supercharly (Telecinco) (2009)
- El síndrome de Ulises (Antena 3),
- A tortas con la vida (Antena 3),
- Aquí no hay quien viva (Antena3),
- Cuéntame (TVE),
- ¡Ala... Dina! (TVE)
- El súper (Tele5).